# یاتیراوانا
یاتیراوانا (به لاتین: Yatirawana) یک منطقهٔ مسکونی در سری‌لانکا است که در استان مرکزی (سری‌لانکا) واقع شده‌است.